# Новосілка (Скалатська міська громада)
Новосі́лка — село в Україні, у Скалатській міській громаді Тернопільського району Тернопільської області. Адміністративний центр колишньої Новосілківської сільської ради. Розташоване на півдні району.

## Географія
Через село тече річка Корилівка.
Поблизу села розташована геологічна пам'ятка природи — викопні рифи Сарматського моря — скелі Пазина і Чорна.

## Історія
Поблизу Новосілки виявлено археологічні пам'ятки скіфського періоду.
У селі помітні сліди Княжого тракту — шляху часів Русі.
Перша писемна згадка — 1593 року.
Діяли «Просвіта», «Сільський господар», «Союз українок», «Відродження» та інші товариства, кооператива.
1943 року в Новосілці нацисти розстріляли понад 600 жидів.
2014 року з Новосілки на Євромайдані побували багато патріотів України.[джерело?]
14 липня 2015 року ввійшло у склад Скалатської міської громади.
12 червня 2020 року, відповідно до розпорядження Кабінету Міністрів України  № 724-р «Про визначення адміністративних центрів та затвердження територій територіальних громад Тернопільської області», село увійшло до складу Скалатської міської громади.
19 липня 2020 року в результаті адміністративно-територіальної реформи та ліквідації Підволочиського району, село увійшло до складу новоствореного Тернопільського району.

## Населення

### Мова
Розподіл населення за рідною мовою за даними перепису 2001 року:
| Мова       | Кількість | Відсоток |
| ---------- | --------- | -------- |
| українська | 1513      | 99.93%   |
| російська  | 1         | 0.07%    |
| Усього     | 1514      | 100%     |

## Релігія
- церква Вознесіння Господнього (1935, мурована);
- костел Матері Божої Остробрамської (1935);
- капличка з «фігурою» Матері Божої (2004).

## Пам'ятки
- Споруджено пам'ятники радянським партизанам та воїнам-односельцям, полеглим у німецько-радянській війні (обидва — 1967), євреям — жертвам нацистського геноциду (1996).
- Геологічна пам'ятка природи місцевого значення Останці Подільських товтрів.

## Соціальна сфера
Працюють ЗОШ І—ІІ ступенів, клуб, бібліотека, ФАП, Новосілківський спиртозавод.

### Школа
Відомо, що школа в селі була від часів реформування Австрії. В ХІХ ст. в селі Новосілка Скалатського повіту діяла двокласна початкова школа, де учні вивчали арифметику, польську та руську (українську) мови, церковний спів та молитви. Пожвавився освітній процес під впливом культурно-просвітницького товариства «Просвіта». Відкрита хата-читальня товариства «Просвіта» (01.01.1930 р.) Перша згадка про товариство села Новосілка датується 1908 роком.
У 1920—1939 рр. село було у складі Польщі. Незважаючи на нелегкі соціально-економічні умови, у селі функціонувала чотирьохкласна школа. В 1905 році було споруджено спеціальне шкільне приміщення, яке мало дві класні кімнати.
До 1951 року школа була початковою, до 1960 року семирічною, до 1990 року — восьмирічною. Найбільша кількість учнів була 1968—1970 рр. (252—265 учнів). У 1961 році збудовано другий двоповерховий корпус школи.
Сьогодні навчальний процес здійснюється в трьох приміщеннях. У 1991 році розпочато будівництво приміщення нової школи, яке по сьогодні не завершене. Існування школи має глибоку історію та усталені традиції. Школа дала путівку в життя відомим лікарям, митцям, економістам, банкірам, душпастирям, науковцям, юристам.

## Населення
Населення — 1514 осіб (2001).

## Відомі люди

### Народилися
Брисько-Р.О.П.
- Архієпископ Вишгородський Агапіт (Гуменюк) (Павло Зіновійович Гуменюк),
- Григорій Павлович Журавель — доктор економічних наук, професор Тернопільського національного економічного університету, заслужений працівник народної освіти України.
- Є. Куцярський — художник,
- Петро Сельський — доктор медичних наук, професор Тернопільського медичного університету імені І. Я. Горбачевського.
- Тарас Ярославович Турчин — доктор наук, Ростовська область, працює у музеї Шолохова.
- Леся Петрівна Фікало (Колісник) — писанкар, організовує виставки у Тернопільському краєзнавчому та художньому музеях, за кордоном (Бельгія), пересувні виставки.
- Михайло Форґель — український актор, режисер, заслужений діяч мистецтв України[6][7]
- Павло Хоєцький — доцент кафедри лісівництва Національного лісотехнічного Університету України, доктор сільськогосподарських наук, учасник 20-ї Антарктичної експедиції.[8][9]

## Галерея

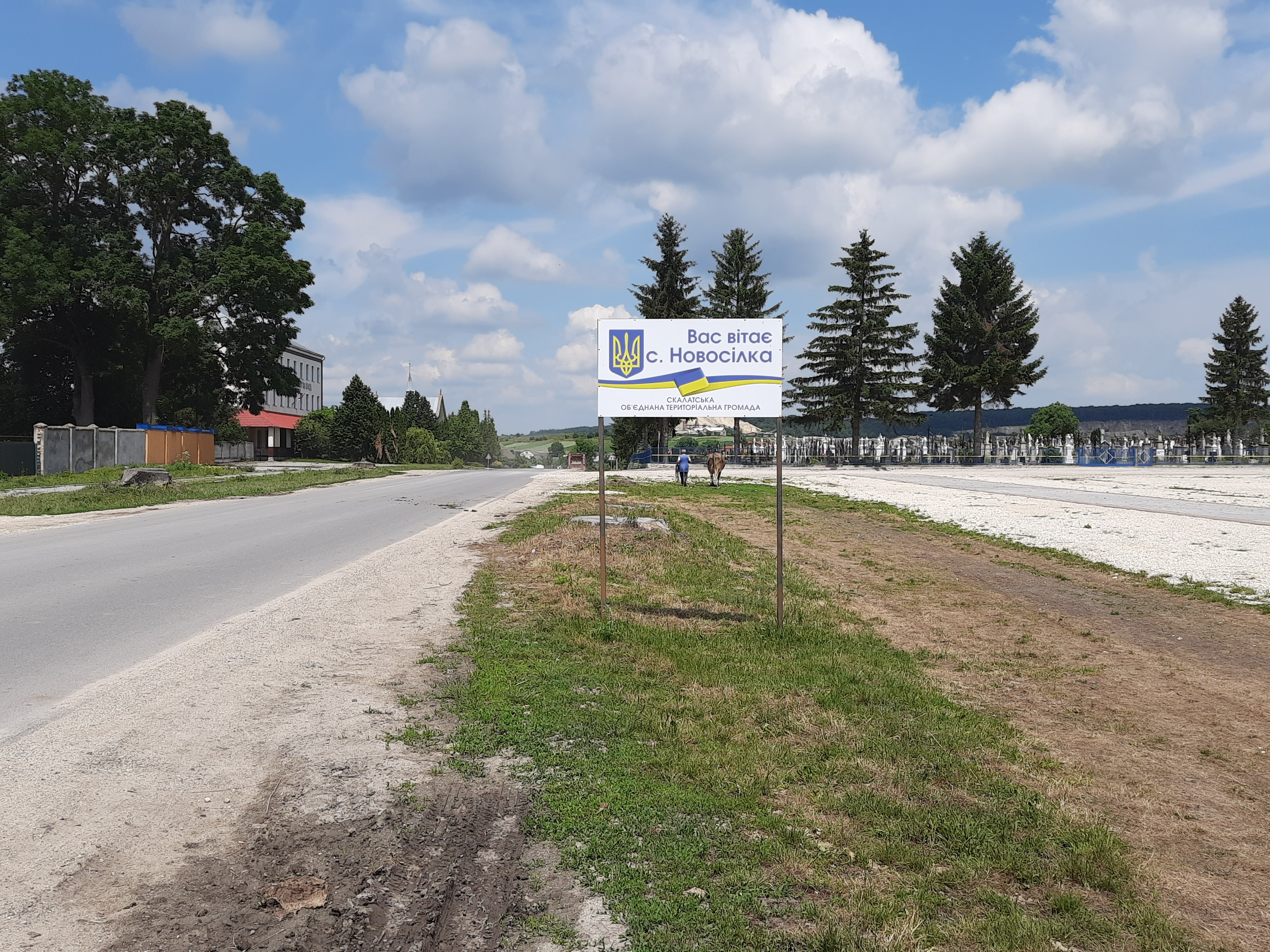
В'їзд у село
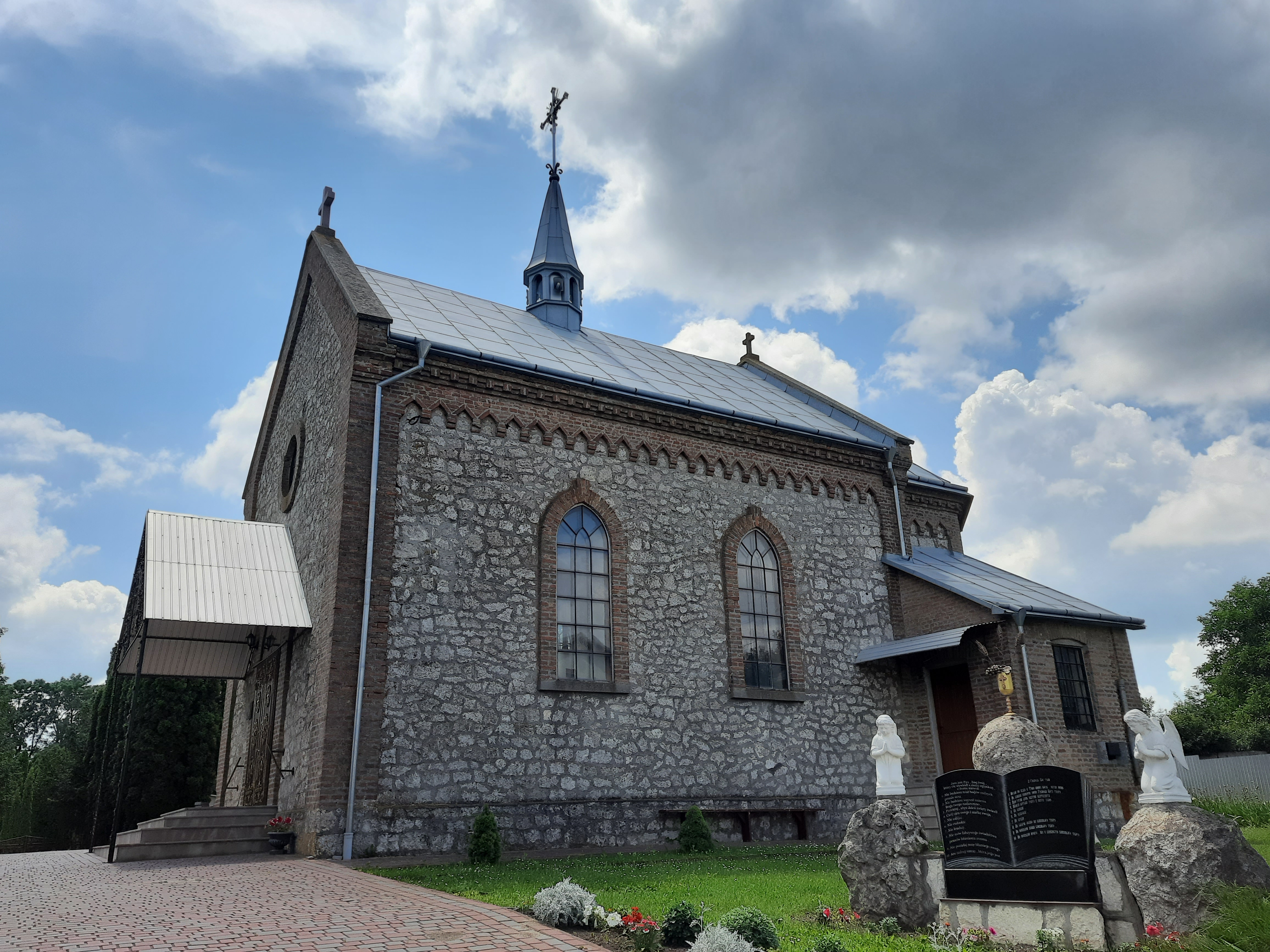
Костел Матері Божої Остробрамської
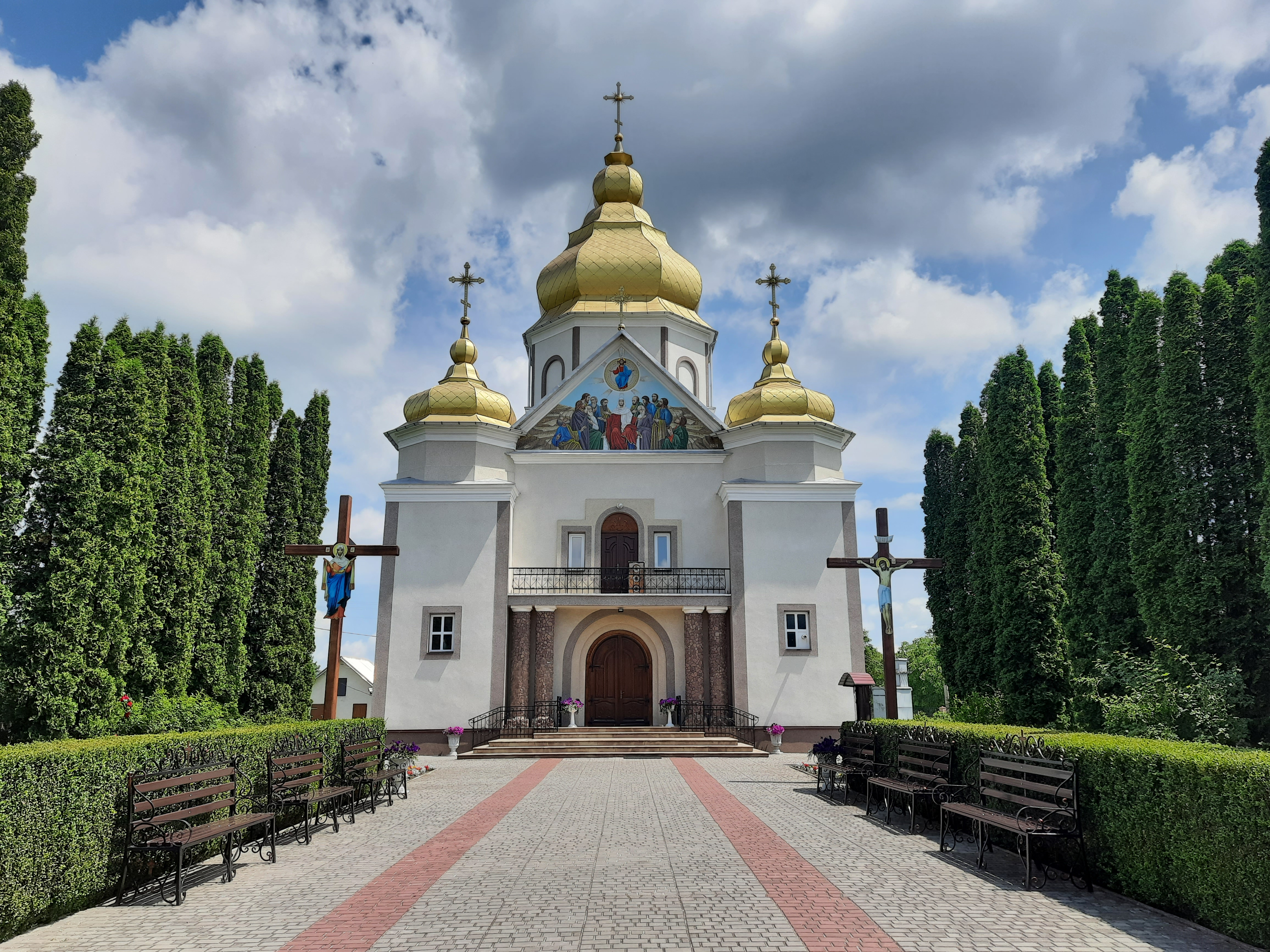
Церква Святого Йосафата
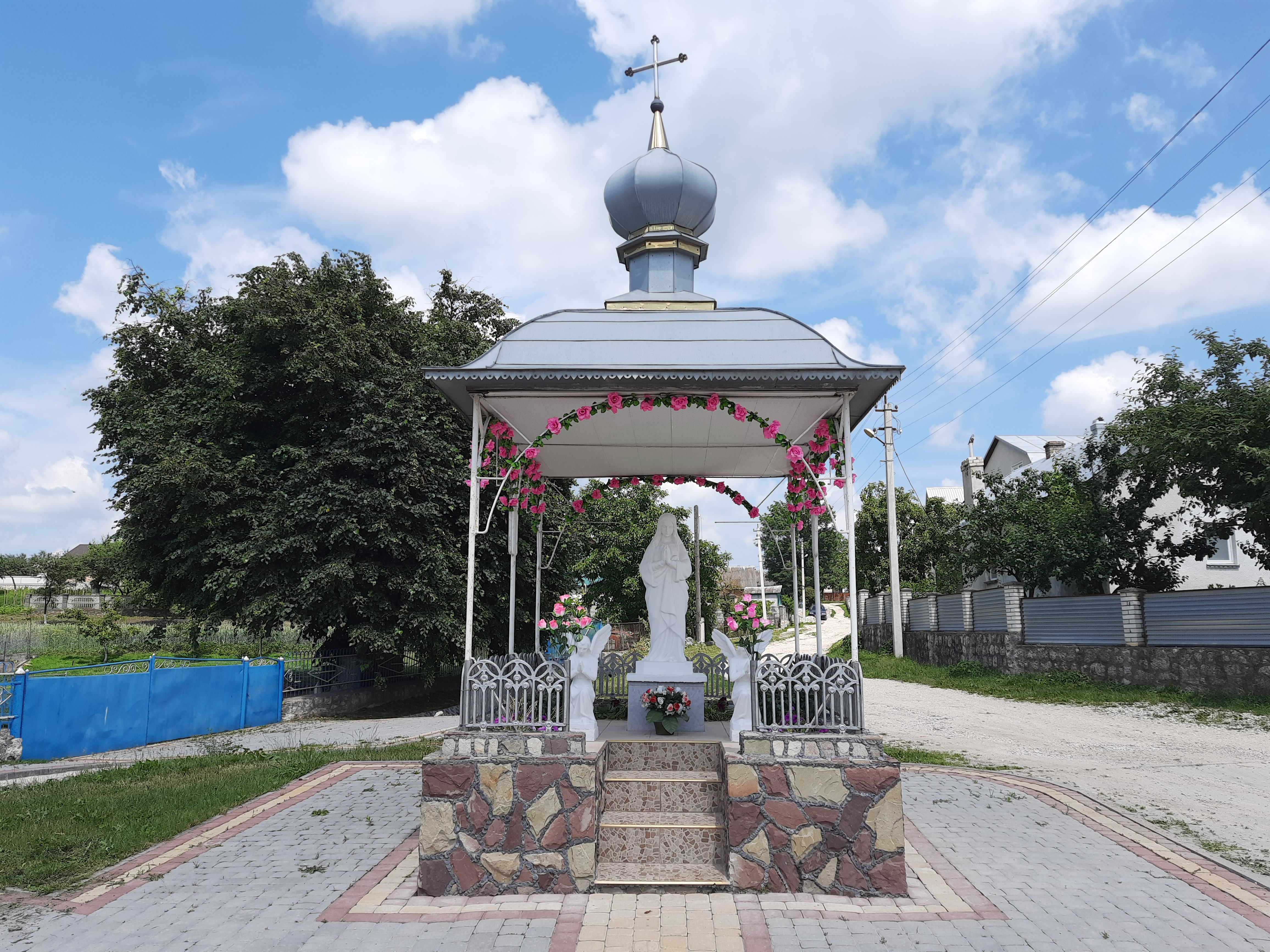
Капличка з «фігурою» Матері Божої
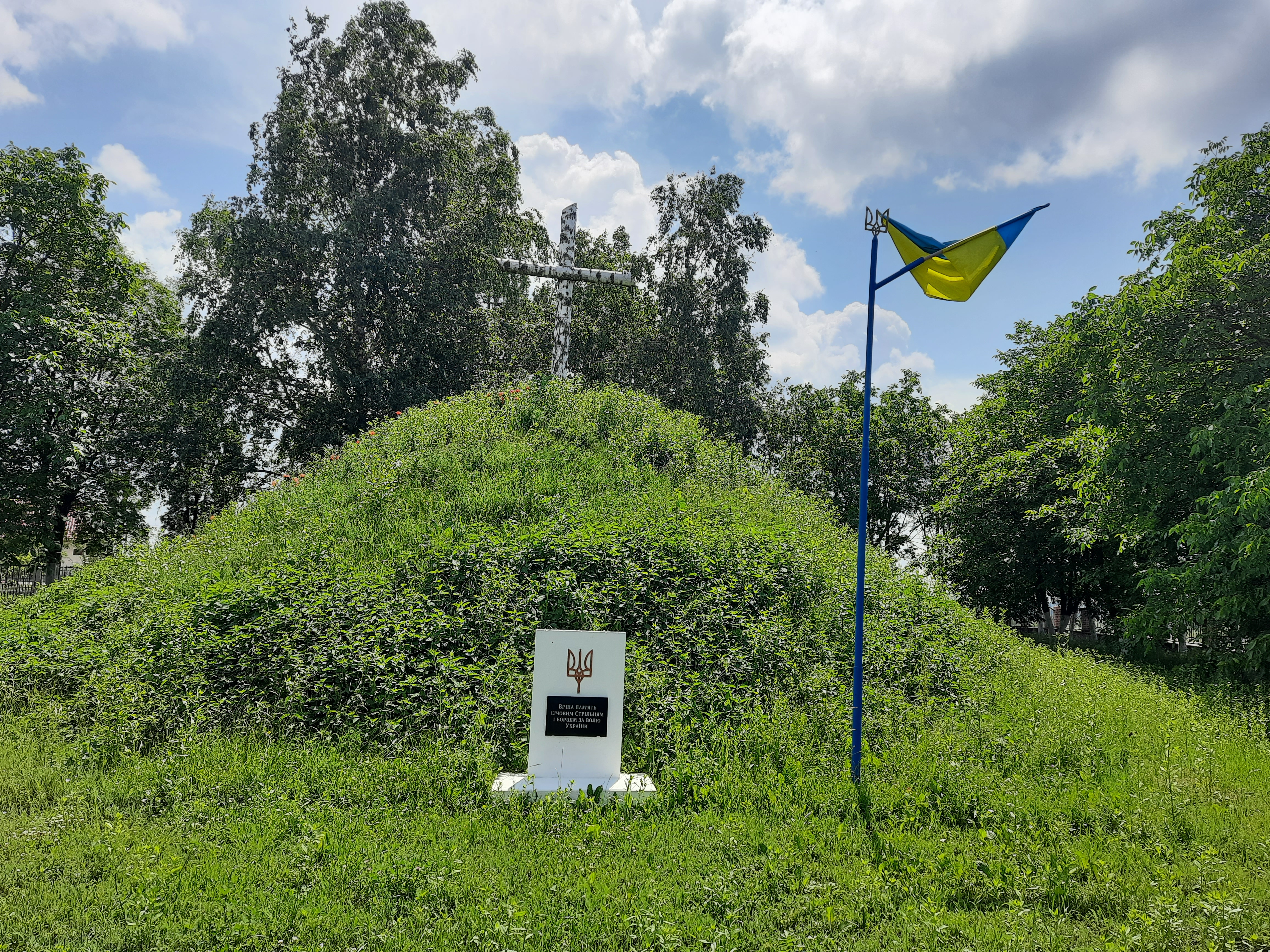
Символічна могила Українським Січовим Стрільцям